# Melanargia annae
Melanargia annae är en fjärilsart som beskrevs av Kesseler 1945. Melanargia annae ingår i släktet Melanargia och familjen praktfjärilar. Inga underarter finns listade i Catalogue of Life.